# Pteroptrix incola
Pteroptrix incola är en stekelart som först beskrevs av Annecke 1964.  Pteroptrix incola ingår i släktet Pteroptrix och familjen växtlussteklar. Inga underarter finns listade i Catalogue of Life.